# Gisela Náchodská
Gisela Náchodská, vl. jménem Leonarda Gabrlová (7. listopadu 1856, Náchod – 4. června 1923, Brno) byla česká prozaička, fejetonistka a autorka knih pro mládež.

## Život
Náchodská v mládí pracovala v Rusku jako vychovatelka. Velkou část svého života strávila v Brně, kde se věnovala výuce cizích jazyků. Náchodská rovněž založila několik kulturních spolků a účastnila se vlasteneckých aktivit.

## Literární činnost
Náchodská se ve svých dílech věnovala zejména tematice ruského venkova poslední třetiny 19. století (čerpat mohla ze svých osobních zážitků). Zajímala se zejména o život české menšiny v Rusku, velký důraz kladla také na problematiku židovství a ženské emancipace. Nejznámějším a také nejrozsáhlejším dílem Náchodské je próza Ubohý Ilja. Jedná se o milostný příběh, ve kterém autorka řeší otázky morálky či sociálního statusu. Mimoto se zaměřuje také na pozici ženy ve společnosti a její dobovou roli. V díle je patrný vliv Dostojevského, především jeho pojetí viny a trestu. Z dalších autorčiných děl můžeme jmenovat prózu Oklikou – zde Náchodská čerpá z poznatků moderního feminismu (dílo bylo ovlivněno také autorčinou filantropickou činností). Motiv viny a odpuštění je tématem povídky pro mládež Zlatý křížek – v tomto díle se projevuje výrazná sentimentalita.
Náchodská se proslavila také jako fejetonistka. Ve svých textech zpracovávala zejména tematiku života v Rusku či venkovského života na Náchodsku.